# Julius Weise
Julius Weise (Sommerfeld, 6 juni 1844 - Herischdorf (Bad Warmbrunn), 25 februari 1925) was een Duits entomoloog.
Julius Weise was keverspecialist. Hij was een van de eersten die voortplantingsorganen van de kevers gebruikte om nauwkeurig het onderscheid tussen extern gelijkende soorten te bepalen. Hij wijdde zich vooral aan de studie van de keverfamilies bladkevers (Chrysomelidae) en lieveheersbeestjes (Coccinellidae) en heeft talrijke werken op dit gebied gepubliceerd. Veel soorten werden door Weise voor de eerste keer beschreven. Zijn belangrijke collectie bladkevers, lieveheersbeestjes, kortschildkevers (Staphylinidae) en loopkevers (Carabidae) is nu in beheer bij het Museum für Naturkunde in Berlijn en een ander deel van de collectie is in het Senckenberg Museum in Frankfurt am Main te vinden.
Het lieveheersbeestjesgeslacht Microweisenia is naar Julius Weise vernoemd.

## Werken
- Chrysomelidae. Lief. I. In: Naturgeschichte der Insecten Deutschlands, Coleoptera. Band 6, 1, S. 1-192, Berlijn 1881
- Chrysomelidae, Lief. II. In: Naturgeschichte der Insecten Deutschlands, Coleoptera. Band 6, 2, S. 193-368, Berlijn 1882
- Chrysomelidae, Lief. III. In: Naturgeschichte der Insecten Deutschlands, Coleoptera. Band 6, 3, S. 369-568, Berlijn 1884
- Chrysomelidae, Lief. IV. In: Naturgeschichte der Insecten Deutschlands, Coleoptera. Band 6, 4, S. 569-768, Berlijn 1886
- Chrysomelidae, Lief. V. In: Naturgeschichte der Insecten Deutschlands, Coleoptera. Band 6, 5, S. 769-960, Berlijn 1888
- Einige neue Chrysomeliden und Coccinelliden. Deutsche Entomologische Zeitschrift, 28, S. 161-166, 1884

- Bibsys: 2138004
- Bibliothèque nationale de France: cb12438577n (data)
- Gemeinsame Normdatei: 1155198336
- International Standard Name Identifier: 0000 0000 0038 4957
- Library of Congress Control Number: no2003041614
- Nationale Bibliotheek van Tsjechië: mub20221143262
- Nationale Bibliotheek van Israël: 987007285128705171
- Nederlandse Thesaurus van Auteursnamen: 297628283
- Système universitaire de documentation: 033527148
- Virtual International Authority File: 56702810
- WorldCat: E39PBJht7HBTF6yQ4yDkmgJMT3